# 荔枝角巴士總站
荔枝角（九華徑）公共運輸交匯處（英語：Lai Chi Kok (Kau Wa Keng) Bus Terminus）是位於香港深水埗區荔枝角的巴士總站，位於景荔徑盈暉臺地下。現時有9條巴士路線以本站為總站。

## 歷史
- 此站早於1950年代已經啟用，當時名為荔枝角（荔園）巴士總站。
- 其後1998年配合荔園清拆，此總站臨時遷往中華基督教會基真小學現址用地[1]。
- 現址巴士總站則於2000年12月7日啟用，而臨時總站則騰空作興建小學。
- 2007年12月30日：過海隧道巴士171及171P線總站由長沙灣巴士總站延長至此[2]。
- 2011年7月17日：九龍巴士6A線停止服務，同日起九龍巴士6號線總站由美孚巴士總站延長至此[3]。
- 2011年8月21日：過海隧道巴士N171線總站由長沙灣巴士總站延長至此[4][5]。
- 2011年9月19日：過海隧道巴士171A線投入服務，171A線及171P線取代171線上午繁忙時間由海怡半島開出的班次[6][7]。

## 總站路線資料

### 九龍巴士6號線
- 荔枝角 ↔ 尖沙咀碼頭

於1920年至1930年投入服務，為戰前的2號線，2011年7月17日延長至此，取代九龍巴士6A線的服務，途經美孚新邨、長沙灣、深水埗、旺角、油麻地、佐敦。

### 九龍巴士32H線
- 象山 ↔ 荔枝角

於2018年4月6日投入服務。途經石圍角、仁濟醫院、楊屋道（樂悠居）、大窩口邨、葵涌邨、葵盛圍、葵芳及荔景（荔景邨、瑪嘉烈醫院及清麗苑）的日間巴士路線。

### 過海隧道巴士171、171A、171P線
- 171：海怡半島 ↔ 荔枝角

於1994年6月6日投入服務，2007年12月30日延長至此，由九巴及城巴聯合營運，途經美孚新邨、長沙灣、深水埗、旺角、油麻地、佐敦、海底隧道、香港仔隧道、黃竹坑、利東邨及鴨脷洲邨。
- 171A：利東邨（東興樓） → 荔枝角

於2011年9月19日投入服務，由九巴及城巴聯合營運，此線與171P線取代171線上午繁忙時間由海怡半島開出的班次，與171線不同的是由利東邨（東興樓）開出，只於平日上午繁忙時間提供服務。
- 171P：海怡半島 → 荔枝角

於1997年4月1日投入服務，2007年12月30日延長至此，由九巴及城巴聯合營運，與171線不同的是不停利東邨、香港仔工業學校、堅拿道西並改經黃竹坑道天橋及黃泥涌峽天橋，為過海隧道巴士171線的特快班次，只於平日上午繁忙時間提供服務。

### 過海隧道巴士904線
- 堅尼地城（卑路乍灣） ↔ 荔枝角

於1997年9月16日投入服務，為香港第一批西區海底隧道日間巴士路線之一，前身為905P，現時由九巴及新巴聯合營運，途經美孚新邨、長沙灣、深水埗、旺角、大角咀、西區海底隧道及石塘咀。

### 過海隧道巴士905、905A、905P線
- 905：荔枝角 ↔ 會展站

於1997年5月1日投入服務，為香港第一批行走西區海底隧道日間巴士路線之一，前身為途經紅磡海底隧道的105線，現時由九巴及新巴聯合營運，途經美孚新邨、長沙灣、深水埗、旺角、大角咀、西區海底隧道、石塘咀、西營盤、上環、中環及金鐘。
- 905A：會展站 → 荔枝角
- 905P：荔枝角 → 灣仔（港灣道）

於2016年10月3日開辦，現時由九巴及新巴聯合營運，途經美孚新邨、西九龍填海區一帶、大角咀、旺角（柏景灣）總站、西區海底隧道、石塘咀、西營盤、上環、中環及金鐘，逢星期一至五開出兩班，公眾假期除外。

### 過海隧道巴士N171線
- 鴨脷洲邨 ↔ 荔枝角

於1997年4月1日投入服務，2011年8月21日延長至此，由九巴及城巴聯合營運，途經美孚新邨、長沙灣、深水埗、旺角、油麻地、佐敦、海底隧道、銅鑼灣、香港仔隧道、黃竹坑及利東邨，只於深宵時段提供服務。

## 已搬離／取消路線資料
- 九龍巴士12線
  - 於1950年8月至1998年3月31日曾以本總站前身的荔枝角（荔園）為總站。1998年4月1日，配合九龍巴士31B線延至大角咀而縮短至深水埗碼頭。
- 九龍巴士6A線
  - 於1974年3月10日投入服務，2011年7月17日與九龍巴士6號線合併而取消。

## 車坑分佈
| 車坑分佈（以入口最左邊起計，A指前半部份，B指後半部份） | 車坑分佈（以入口最左邊起計，A指前半部份，B指後半部份） | 車坑分佈（以入口最左邊起計，A指前半部份，B指後半部份） |
| 車坑編號                                               | 車坑數目                                               | 路線                                                   |
| ------------------------------------------------------ | ------------------------------------------------------ | ------------------------------------------------------ |
| 1A                                                     | 單坑                                                   | 九龍巴士6線                                            |
| 2A                                                     | 單坑                                                   | 空坑                                                   |
| 3A                                                     | 雙坑                                                   | 過海隧道巴士904、N171線                                |
| 1B                                                     | 雙坑                                                   | 九龍巴士32H線 過海隧道巴士171線                        |
| 2B                                                     | 單坑                                                   | 空坑                                                   |
| 3B                                                     | 雙坑                                                   | 過海隧道巴士905、905P線                                |

## 外部連結
- 九巴 （页面存档备份，存于）
- 荔枝角巴士總站 （页面存档备份，存于），城巴／新巴
- 香港巴士大典上的相关条目：荔枝角 (九華徑) 公共運輸交匯處